# Caramelito
Caramelito es el título del penúltimo álbum de estudio grabado por la artista española Rocío Dúrcal, Fue lanzado al mercado bajo el sello discográfico BMG U.S. Latin el 6 de mayo de 2003. El álbum fue realizado y dirigido por el productor colombo-estadounidense Kike Santander, co-producido por José Gaviria, Milton Salcedo, Bernardo Ossa y Daniel Betancourt.
Con este disco, la intérprete española entra con nuevos géneros musicales, como el primer sencillo que lleva el mismo título del álbum: Caramelito, un tema bailable. Además tiene una composición de José Alfredo Jiménez titulada Un pedazo de luna y la colaboración del cantautor mexicano Raúl Ornelas en este disco con los temas Estrellita de la mañana y Por amarme tanto. También incluye el primer sencillo de su anterior álbum Hasta que vuelvas pero con una nueva versión.
Este disco fue uno de los últimos trabajos musicales de la cantante y los últimos géneros de balada romántica y bolero. El álbum fue nominado al Premio Grammy Latino al Mejor Álbum Vocal Pop Femenino en la 5°. edición anual de los Premios Grammy Latinos celebrada el miércoles 1 de septiembre de 2004, pero finalmente perdió contra De mil colores de Rosario Flores.

## Lista de canciones
|     | Título                                | Autor(es)                         | Duración |
| --- | ------------------------------------- | --------------------------------- | -------- |
| 1.  | Es mi castigo                         | Kike Santander                    | 4:36     |
| 2.  | Después de tu amor                    | Claudia Brant · Kiko Cibrián      | 3:55     |
| 3.  | Él                                    | Kike Santander                    | 3:59     |
| 4.  | Estrellita de la mañana               | Raúl Ornelas                      | 3:31     |
| 5.  | Como puedo                            | Kike Santander                    | 3:40     |
| 6.  | Por amarme tanto                      | Raúl Ornelas · Luis Carlos Monroy | 3:39     |
| 7.  | Caramelito                            | Kike Santander                    | 3:19     |
| 8.  | Un pedazo de luna                     | José Alfredo Jiménez              | 3:41     |
| 9.  | Yo por ti                             | Kike Santander                    | 3:53     |
| 10. | Hasta que vuelvas (versión del álbum) | Kike Santander                    | 3:52     |

## Logros y certificaciones obtenidas por el álbum

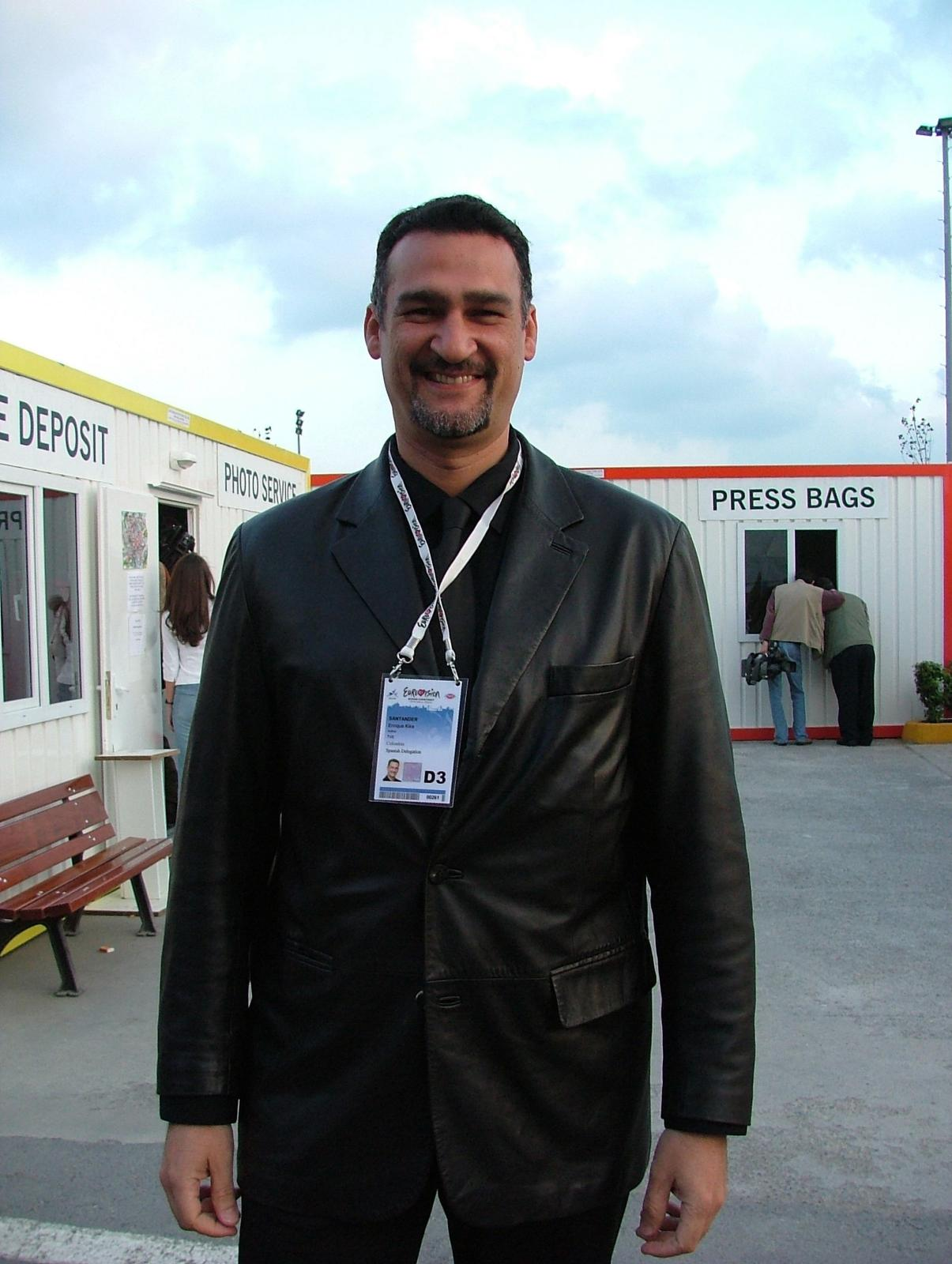
Kike Santander Productor del Álbum "Caramelito"

- Premios Grammy Latinos

| Año  | Álbum        | Categoría                        | Resultado |
| ---- | ------------ | -------------------------------- | --------- |
| 2004 | "Caramelito" | "Mejor Álbum Vocal Pop Femenino" | Nominado  |

- Certificaciones

| País              | Certificación | Ventas Certificadas |
| ----------------- | ------------- | ------------------- |
| México (AMPROFON) | Disco de oro  | 85.000              |

## Músicos
- Rocío Dúrcal (Voz).
- Kike Santander  (Letra y Música).
- Milton Salcedo (Piano, Teclados, Programación).
- Bernardo Ossa (Teclados, Programación).
- Salvador Cuevas (Baby Bass, Bajo 5º).
- Richard Bravo (Guitarra acústica y Requinto).
- Manny López (Bajo sexto).
- José Hernández (Vihuela y Trompeta).
- José Gaviria, Milton Salcedo, Bernardo Ossa y Daniel Betancourt (Teclados, Programación).
- Tedoy Mullet (Percusión).
- Alfredo Oliva (Concertino).